# Keudondong
Keudondong is een bestuurslaag in het regentschap Aceh Timur van de provincie Atjeh, Indonesië. Keudondong telt 140 inwoners (volkstelling 2010).